# Projekt 671 Jorsj
Projekt 671 Jorsj (ryska: Ёрш (gärs), NATO-rapporteringsnamn Victor I-klass) var det första i en serie atomdrivna ubåtar tillverkade för Sovjetunionens flotta från 1960-talet. Femton ubåtar byggdes av denna första version.

## Utveckling
Erfarenheter från Projekt 627 Kit visade att en atomdriven ubåt behövde bättre sensorer och lägre ljudnivå för att effektivt kunna ta upp kampen med fientliga ubåtar. Första generationens atomubåtar hade dessutom notoriskt osäkra reaktorer och en ny generation ubåtar med modernare reaktorer var önskvärd.
Jämfört med Projekt 627 fick den nya ubåten ett modernare utseende med ett droppformat skrov och enbart en propeller. Att ha endast en propeller minskade ljudnivån, men ökade risken för att ubåten skulle bli manöveroduglig om propellern skadades. Därför installerades två ”utombordare” med elektriska motorer längst ut på aktre stabilisatorerna.

## Varianter

### Projekt 671B
De tre ubåtarna K-314, K-454 och K-469 modifierades för att kunna avfyra ubåtsjaktroboten RPK-2 Vjuga. Dessa robotar kunde avfyras från 60 meters djup och kunde bära en ubåtsjakttorped eller kärnladdad sjunkbomb i kastbana upp till 40 km. Från periskopdjup kunde roboten även styras i flykten med kontrollsystemet Neva-2.

### Projekt 671K
En ubåt, K-323, modifierades för att kunna avfyra kryssningsroboten S-10 Granat. Den fick även modernare hydrofoner i form av MGK-400 Rubikon lågfrekvenssonar och MG-519 Arfa högfrekvenssonar.